# Јошида Шоин
Јошида Шоин (Јап.吉田松陰 „Yoshida Shōin“) (20. септембар 1830 — Едо, 21. новембар 1859) био је један од најутицајнијих интелектуалаца током последњих година Токугава шогуната. Познат је по томе што је произвео многе припаднике ишин шишија који су касније имали великог утицаја у Меиџи обнови.

## Детињство и младост
Јошида је рођен у месту Хаги која је тада припадала феудалном округу Чошу у Јапану. Био је други син оца Суги Јуриносукеа који је био самурај скромне класе. Јуриносуке је имао два млађа брата Јошида Даисукеа и Тамаки Буношина и са четири године Јошиду усваја стриц Даисуке. Процес усвајања млађих синова већ дуго је у традицији куће Суги. Да би избегли могуће финансијске проблеме, кућа Суги је контролисала две додатне самурајске породичне лозе – Тамаки и Јошида. Најстарији син постао би наследник куће Суги док су млађи усвајани од стране споредних породица Тамаки и Јошида који би затим постали вође тих породица. Како би заштитили наслеђе породице Суги припадници Тамаки и Јошида линије су избегавали женидбу и током живота остајали сами. Даисуке, који је већ био болестан и није имао порода умире у својој 28 години живота остављајући Јошиду Шоина, који је тада имао само пет година, као главу породице Јошида. Породица Јошида је обично била задужена да буде иструктор даимјоу у војним студијама али због Даисукове преране смрти и Шоинових година та обавеза се није могла испунити па је четворо других људи из Јошида лозе преузело ту обавезу. Шоинов млађи ујак, Тамаки, доделио је себи обавезу да обучи и убрза образовање младог Шоина како би дечак што пре испунио дужности као инструктор. Овај период убрзаног учења обликоваће Шоина у будућег едукатора и активисту чије ће идеје утицати на Меиџи обнову.

## "Казна" за напуштање округа
Крајем 1851 године, Шоин одлази на четворомесечни пут кроз северноисточни Јапан. За то је добио усмено одобрење од званичника округа Чошу али у чину побуне одлази пре него што добије дозволу написмено. Својевољно напуштање хана (даппан) се сматрао озбиљним прекршајем који се строго кажњавао. Када се следеће године вратио у место Хаги даимјо округа га кажњава одузимањем класе самураја и његовог финансирања од 57 кокуа. Његов отац, Сури Јуриносуке додељен му је као старатељ и надзирач. Ова казна Шоину је била као награда будући да је следећих десет година могао лакше да учи и путује по Јапану без војних обавеза према свом клану и округу.
Када је 16. јануара 1853. Шоин добио дозволу да оде за Едо и настави своје студије, његов боравак у главном граду подударио се са доласком адмирала Метју Перија и његових бојних „црних бродова“ који је дошао да под претњом силе отвори границе Јапана за инострану трговину.

## Покушај пребега и заробљавање
Метју Пери је са својим бродовима посетио Јапан током 1853. и 1854. године. Неколико месеци након што је Пери први пут дошао на обале Јапана, Сакума Шозан је замолио владу (бакуфу) да дозволи слање надарених студената за САД да би могли да донесу у Јапан знање и технологију Запада. Молба је била одбијена али су Сакума и Шоин решили да се тајно укрцају на један од Перијевих бродова у нади да ће их одвести за Америку. Пре него што ће Пери отићи, Јошида и његов пријатељ одлазе за Шимоду где су бродови били пристањени тражећи пријем од Американаца. Прво су предали писмо са молбом да буду примљени на један од бродова а кад то није дало резултате покушали су у току ноћи да се ушуњају у један. Након што су их амерички морнари приметили, одбили су их и вратили на обалу. Недуго затим су и ухапшени од стране војске Токугава шогуната. Чак и тада заробљен у малом плетеном кавезу, Јошида је успео да прошверцује писмо за адмирала Перија. Као казну за покушај пребега у страну земљу, Јошида је прво био у затвору у Еду а затим је пребачен у родни Хаги где је осуђен на кућни притвор.
Упркос свом труду Јошида никад није успео да се представи Перију који на крају никад није ни сазнао његово име.
Док је био у затвору, Јошида је држао школу. Након што је пуштен, преузео је ујакову малу привату школу "Шока Сонџуку" где је подучавао младе самураје војним техникама и политиком. Након што му је забрањено да путује, инспирисао је своје студенте да путују уместо њега и истражују земљу и околину.
Током 1858, Ии Наосуке, владин таиро потписује споразуме са Западом, што активира покрете соно џои и побуњенике у Кјоту, Еду и осталим провинцијама. У тим политичким превирањима многи Јошидови студенти су ухваћени у побуни. Исте године Јошида „оставља четкицу“ и почиње да се „лати мача“ када је Ии Наосуке послао (неуспешно) слугу да пита цара да ли би подржао потписивање споразума са странцима. Јошида је повео побуну, позивајући ронине да му помогну, што је имало веома малог одазива. Са малом групом студената напада Ииовог слугу у намери да га убију али у томе не успевају, побуна пропада а Јошида Шоин опет завршава у затвору у округу Чошу.

## Смрт
Округу Чошу је 1859. године наређено да пошаље најопасније побуњенике за Едо у затвор. Када се нашао тамо, Јошида је признао да је планирао атентате и наставио да из затвора планира побуну. Није очекивао да ће да га погубе пре него што се то деси тројици његових пријатеља тако да је сматрао да има неко одређено време за своје планове. Када је коначно дошао његов ред дочекао је крај мирно и сталожено. Џелат је изјавио да је умро племенитом смрћу. Имао је 29 година.

## Постхумни утицаји
Међу његовим студентима издвајају се Кацура Когоро, Такасуги Шинсаку и Ито Хиробуми.
Сво троје су били битне фигуре у меиџи обнови а неки од њих су били и део новонастале владе после свргавања шогуна. Кацура, касније Кидо Такајоши је водио округ Чошу у борбама током Другог похода на Чошу и Бошин рата а касније, додуше кратко, био је део владе. Такасуги је у сукобима водио своје војне јединицена оружане ватреним оружјем попут Кихеитаија знатно утицавши на победе побуњеничке војске све до његове преране смрти 1867. године. Ито Хиробуми је једини доживео старост а остао је познат као политичар и први јапански премијер у историји.

## Данашњица
Универзитет Шоин је у његову част назван по неговом имену. Постоје још два универзитета у Јапану са истим именом али нису повезани са његовим делом.
Као утицајна личност Едо периода, снимљено је пуно филмова, серија и документараца о њему.
У 2013. години годишња таига драма које национална телевизија Јапана традиционално снима већ деценијама о својим познатим личностима, говори о Јошидовом животу кроз нарацију његове сестре. Серија је снимана у префектури Јамагучи.